# Westlaw
ウェストロー（Westlaw）とは、アメリカ合衆国の法曹と法務担当者のためのオンライン法律調査とデータベース閲覧サービスである。ウェストローでは4万以上の判例や州法・連邦法、政令、新聞、雑誌、ロー・レビュー（紀要）、公的記録、雑誌、論文、法令書式などのデータベースを利用できる。
ウェストローの法律文書の大半はウェスト・キーナンバーシステムと呼ばれる合衆国法の分類システムによって索引づけされている。ウェストローは自然言語とブーリアン検索に対応している。この他にキーサイト（KeyCite）と呼ばれる、判例や政令が現在も有効かどうかを判断するための引証チェックサービスがある。キーサイトのユーザーインターフェースはカスタマイズ可能なタブ方式で、よく使う資料を上位に表示したり、訴訟弁護士、企業内弁護士など150以上の話題から必要に応じて資料を編成することが出来る。

## 歴史
ウェストローを作ったのはウェスト・パブリッシングである。この会社は1992年までミネソタ州のイーガンに本社があったが、1996年にトムソンに買収された。トムソンの海外子会社は各国の法律に対応したウェストローを発売し、カナダ版、イギリス版、アイルランド版、中華人民共和国版、日本語版など68カ国で利用できる。
法律情報検索市場でウェストローの第一のライバルはレクシスネクシスである。ウェストローとレクシスネクシスのサービスは共に1970年代に専用端末装置を使ったダイアルアップサービスとして始まった。最初のバージョンは音響カプラやボタン式の電話を使用していたが、その後は内蔵モデム付きの小型専用端末になった。この頃のウェストローの専用端末はWALT（West Automatic Law Terminal）と呼ばれていた
1989年ごろ、両社は専用端末を模したパーソナルコンピューター用のソフトウェアを発売し始めた。ウェストローのソフトウェアはウェストメイト（Westmate）と呼ばれ、設定を電話番号からWestlaw.comのようなURLに変更する事でインターネットにも対応した。1997年ごろのウェストメイトはBorland C++で作られたスタンドアローンアプリケーションだったが、その後マイクロソフトのInternet Explorer上で動くHTMLアプリケーションになり、最終的にはウェブアプリケーションになった。ウェストメイトの販売は2007年6月30日まで続いた。
2010年2月8日にウェストローネクスト（WestlawNext）が発売された。従来は4万以上あるデータベース から最初に使用するデーターベースを選ぶ必要があったが、新検索アルゴリズムのウェストサーチ（WestSearch）ではデータベースを選ばずに検索画面で項目を選択するだけで横串検索ができるようになった。